# Feu maritime
 (juillet 2024).

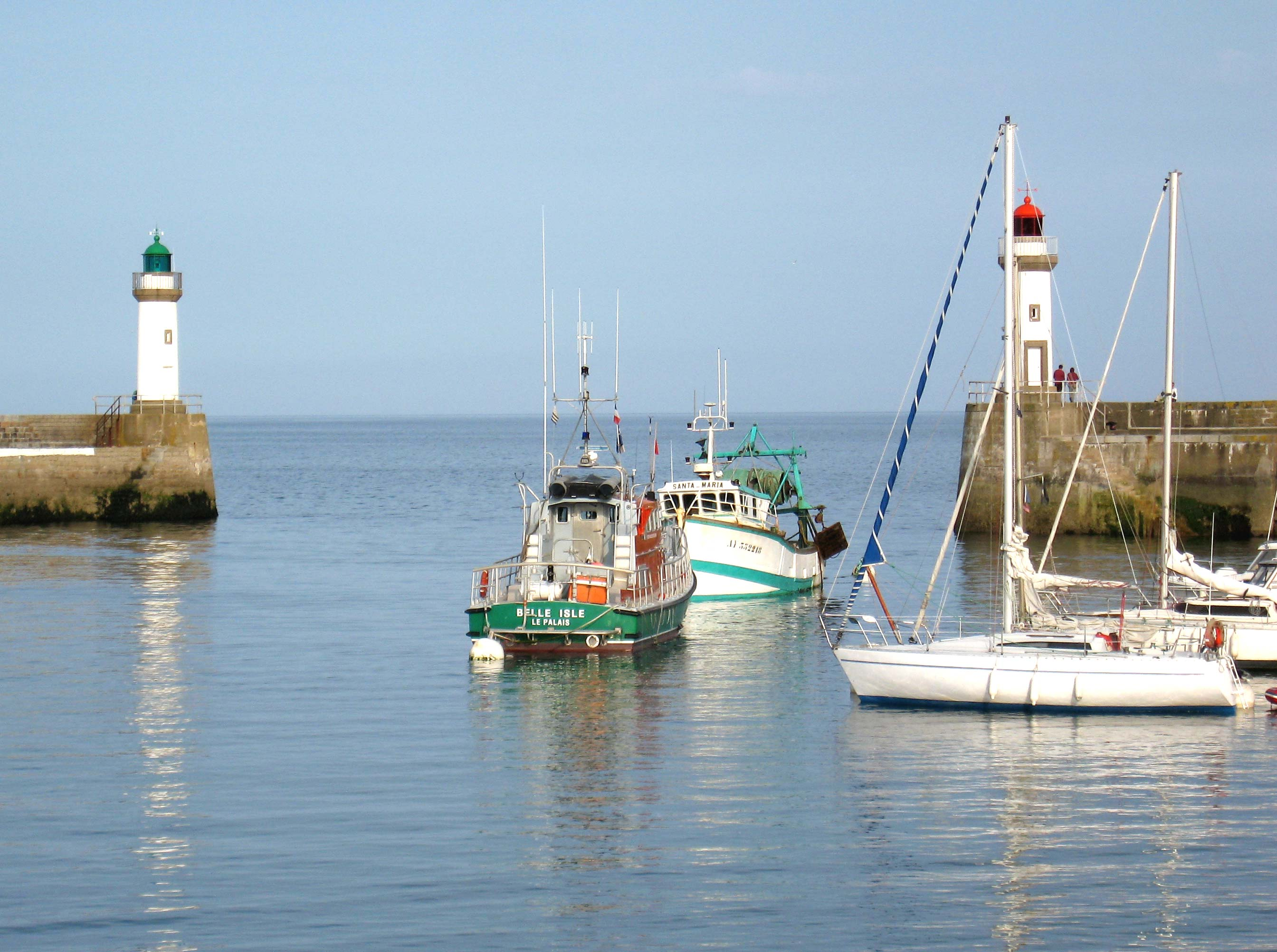
Feux d'entrée de port du Palais à Belle-Île-en-Mer.

Un feu est une lumière de signalisation maritime émise par un bateau, un phare, une tourelle, une balise ou une bouée. La position et les caractéristiques d'un feu sont précisément définies, afin que le feu soit identifiable par les marins (d'après les cartes marines par exemple).
Le feu sert notamment la nuit pour aider la navigation maritime.

## Terminologie
Le nom feu vient des phares antiques qui utilisaient primitivement des feux de bois allumés sur les promontoires du littoral, puis, sur le haut de tours à l’entrée des ports.

## Distinction phare et feu
En France, le service des phares et balises distingue phares et feux de la manière suivante. Un phare doit présenter deux des quatre caractéristiques suivantes :
- être un phare de grand atterrissage ou de jalonnement,
- avoir une hauteur totale au-dessus du sol de plus de 20 mètres,
- avoir une intensité lumineuse supérieure à 100 000 candelas,
- héberger dans son enceinte des bâtiments du bureau des phares et des balises.

En France métropolitaine et dans les DOM-TOM, 150 phares répondent à ces critères. Les autres sont classés dans la catégorie des feux.

## Caractéristiques
Un feu est identifié par l'utilisation par :
- sa période : la durée de répétition d'un cycle identique d'éclats lumineux
- son rythme : le nombre, la durée et l'espacement des périodes de lumière et d'obscurité
- la couleur du faisceau lumineux : généralement blanc pour les feux à grande portée (à grande distance les couleurs sont plus difficilement perceptibles), il peut être également rouge ou vert pour les feux d'approche.

## Types de feu

Quelques exemples de type feu avec les abréviations utilisées sur les cartes marines

Du point de vue du rythme et de l'alternance on range les feux dans quelques grandes catégories :
- Feu à éclats : les éclats lumineux sont brefs (avec deux catégories éclat court et éclat long) et séparés par des périodes d'obscurité plus longue.
- Feu scintillant : feu avec des éclats lumineux très rapprochés
- Feu à occultations : la durée des périodes d'illumination est supérieure à celle des périodes d'obscurité
- Feu isophase : les phases d'illumination et d'obscurité sont identiques
- Feu fixe : généralement proscrit car il peut être confondu avec d'autres sources lumineuses existant sur la côte (éclairage) ou en mer (feux de navire).

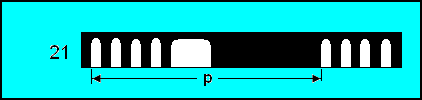
Exemple de signal lumineux d'un feu à éclats : 4 éclats courts + 1 éclat long se répètent avec une période P.

feu à éclats
feu à occultations
feu isophase

## Fonction

### Feux pour définir une zone
Certains feux présentent des particularités pour maintenir de manière précise les bateaux dans la zone où les eaux sont saines. 
- Le feu à secteurs éclaire de manière différente des portions de secteur. Selon l'angle sous lequel il est relevé, le signal visible peut être blanc (le bateau se trouve dans des eaux saines), rouge ou vert (le bateau n'est pas dans la zone d'eaux saines ou ne se dirige pas vers la zone d'eaux saines.

- Le feu directionnel généralement constitué de deux feux dont les lumières doivent être alignées permet une navigation encore plus précise dans un chenal.

### Feux de balisage
- Feux latéraux
- Feux cardinaux
- Feux spéciaux

### Feux de navigation

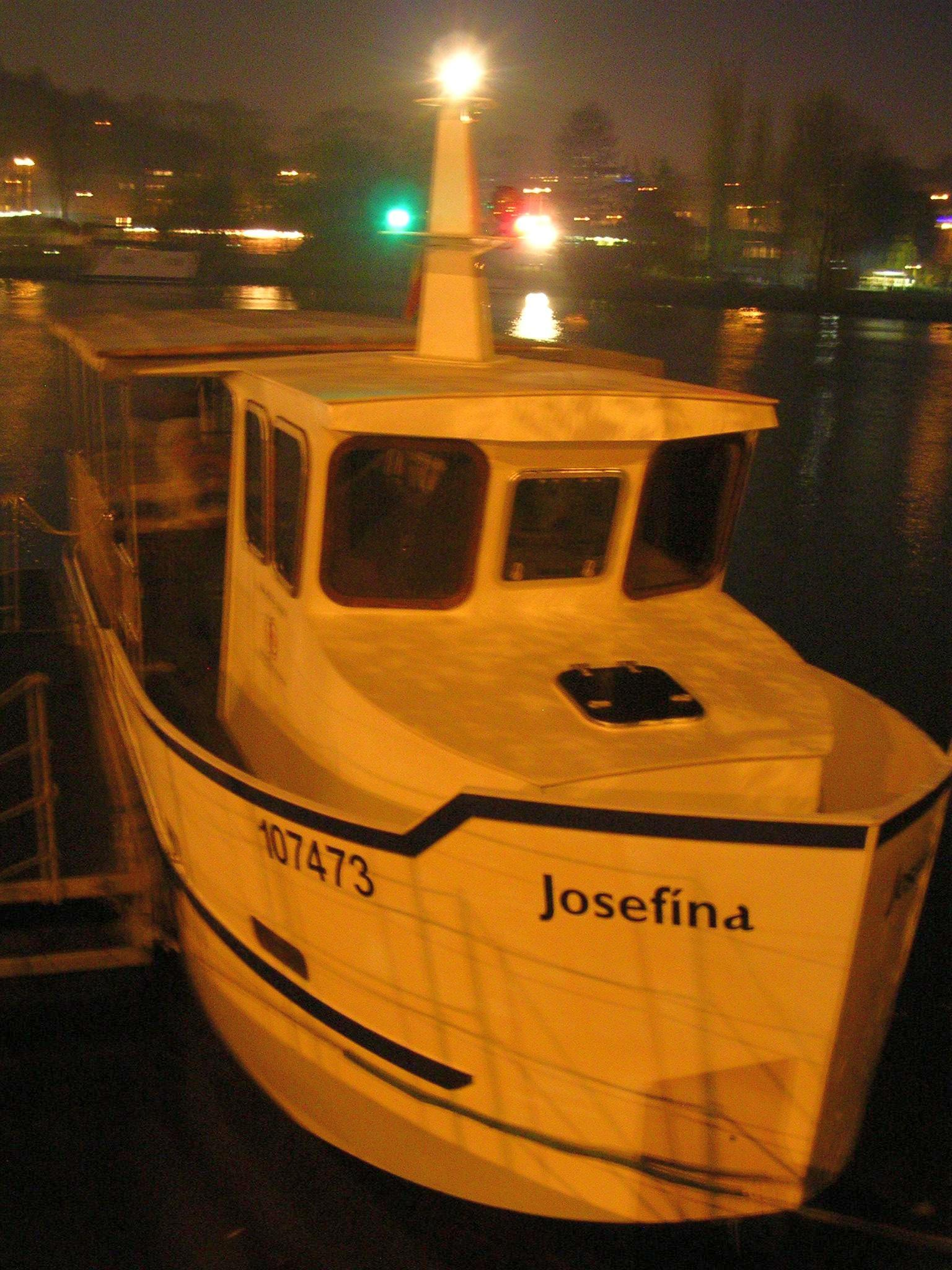
Feu de tête de mat blanc, feu latéral bâbord rouge, feu latéral tribord vert

Le chapitre « Feux et marques » (règles 20 à 31) du Règlement international pour prévenir les abordages en mer (RIPAM) définit les feux des bateaux. La couleur et la disposition de ces feux permettent le repérage des navires de nuit, l'identification du type de navire (taille, plaisance, commerce, pêche, etc.), ainsi que l'identification de la route empruntée (feux bâbord, tribord, proue, poupe).

### Feux de secours
- Engin pyrotechnique
- Feu de secours à éclats
- Bâton lumineux

## Livre des feux
Un livre des feux est une publication rassemblant des informations sur les phares, feux de balisage et signaux de brume d'une zone maritime.
Exemple : 
| Numéro      | Nom - Description – Position approché Latitude - Longitude                     | Elévation du foyer (mètres) | Portée (milles) | Caractère et secteurs d’éclairage du feu Signal de brume – informations complémentaires                                                                                                |
| ----------- | ------------------------------------------------------------------------------ | --------------------------- | --------------- | --- |
| 47600 A.184 | Côte Est LE STIFF Deux tours blanches accolées 32 m 48.28,5 N 5.03,4 W         | 85                          | 24              | 2 É.R. 20 s [0,1; 4,9; 0,1; 14,9] Nota : Scint. B. de jour et Fixes R. de nuit sur tour radar à 0,2 M au NE                                                                            |
| 47650 A.184 | Côte Ouest CRÉAC'H Tour cyl. bandes noires et blanches 55 m 48.27,6 N 5.07,8 W | 70                          | 34              | 2 É.B. 10 s [0,1; 2,4; 0,1; 7,4] Vis. 255-247 (352) CORNE 2 sons 120 s [2; 3; 2; 113] RACON RADIOGONIOMÈTRE Nota : Ce feu figure également sous le n° 16460 RADIOPHARE à 0,1 M à l'ENE |